# Pancratium triflorum
Pancratium triflorum är en amaryllisväxtart som beskrevs av William Roxburgh. Pancratium triflorum ingår i släktet Pancratium och familjen amaryllisväxter. Inga underarter finns listade i Catalogue of Life.